# Antonio Fernández de Córdoba
Antonio Fernández de Córdoba y Mendoza (siglo XVII - 8 de abril de 1673) fue un gobernante colonial español que vivió durante el siglo XVII. Es conocido por haber trasladado la Ciudad de Panamá a su ubicación actual.

## Biografía
Fue nombrado en junio de 1671 como gobernador y capitán general de la Provincia de Tierra Firme y presidente de la Real Audiencia de Panamá, luego de la destrucción de la antigua Ciudad de Panamá el 28 de enero del mismo año, ordenada por su antecesor Juan Pérez de Guzmán y Gonzaga, como una forma de evitar el saqueo del pirata Henry Morgan a la ciudad.
Fernández de Córdoba fue el encargado de evaluar y reconstruir tanto el Castillo de San Lorenzo el Real de Chagres, como la Ciudad de Panamá, pero debido a lo costoso de la hazaña y luego de consultar a sus habitantes, recomendó el traslado de la ciudad a una pequeña península, conocida como el Sitio del Ancón por estar ubicada junto a un ancón o ensenada. De allí se le da el nombre al cerro Ancón. Finalmente, el 21 de enero de 1673 la mudanza se realizó y se amuralló la península, con aportes de comerciantes del Perú. Esta fecha es considerada como la refundación de la Ciudad de Panamá.

### Muerte
Antonio Fernández de Córdoba falleció el 8 de abril de 1673, pocos meses de ser fundada la nueva Ciudad de Panamá.

## En la cultura popular
El apellido de Fernández de Córdoba se encuentra en una arteria vial de la ciudad, así como en una de las estaciones del metro de Panamá.